# Río Jordán, Venustiano Carranza
Río Jordán är en ort i Mexiko.   Den ligger i kommunen Venustiano Carranza och delstaten Chiapas, i den sydöstra delen av landet, 800 km sydost om huvudstaden Mexico City. Río Jordán ligger 616 meter över havet och antalet invånare är 305.
Terrängen runt Río Jordán är kuperad åt nordost, men åt sydväst är den platt. Runt Río Jordán är det ganska glesbefolkat, med 35 invånare per kvadratkilometer. Närmaste större samhälle är Venustiano Carranza, 17,6 km norr om Río Jordán. I omgivningarna runt Río Jordán växer huvudsakligen savannskog.